# Джорджас, Ханна
Ханна Джорджас (англ.  Hannah Georgas; род. 30 августа 1983 года, Ньюмаркет, Онтарио, Канада) — канадская поп- и рок-певица и автор песен, живущая в Ванкувере, провинция Британская Колумбия. Она была номинирована в категориях «Лучший новый артист года» и «Автор песен года» на церемонии вручения наград Juno Awards 2011 и снова на церемонии вручения наград Juno Awards 2013 в категориях «Автор песен года» и «Лучший альтернативный альбом».

## Биография
Родом из Ньюмаркет (Онтарио)а, Онтарио, она играла в группе с Тимом Оксфордом из Аркеллса в средней школе, прежде чем переехала в Викториюв Британской Колумбии, чтобы поступить в университет.
Во время учёбы в университете она записала несколько демо песен в студии звукозаписи друга и быстро привлекла внимание других местных музыкантов, выпустив свой дебютный мини-альбом The Beat Stuff в 2009 году. EP транслировался на канале CBC Radio 3, который позже также назвал Жорж победителем своей премии Bucky Award 2009 как лучший новый исполнитель.
Она представила заглавный трек «The Beat Stuff» на конкурс певцов и авторов песен The Music BC Songbird West и победила. После шоу в Нью-Йорке в 2009 году Жорж пригласили написать песню для рекламы Wal-Mart; Получившийся в результате трек «You’ve Got a Place Called Home» был запущен в осенней рекламной кампании магазина. Ранняя версия песни «Shine» была показана в телепрограммах Defying Gravity и Flashpoint.
27 апреля 2010 года она выпустила свой дебютный полноформатный альбом This Is Good. [5] Альбом был номинирован на премию Polaris Music Prize 2010 года. Две песни из альбома, «Chit Chat» и «The Deep End», также появились на сплит-сингле с Марком Уотроусом в 2009 году. «Chit Chat» была включена в саундтрек Cyber Bully. Помимо гастролей в поддержку альбома, Ханна также выступила с некоторыми концертами в туре Lilith Fair 2010 года. Впоследствии она внесла новую песню «Drive» в выпуск Great Canadian Song Quest на CBC Radio 2 2010 года.
Она была номинирована в категориях «Лучший новый артист года» и «Автор песен года» на церемонии вручения наград Juno Awards 2011 года. Она получила главный приз начинающего артиста года на церемонии вручения наград XM Verge Music Awards в 2011 году, а также стала сольной артисткой года на фестивале Indies, спонсируемом Sirius / XM. В 2012 году она гастролировала по всему миру в составе группы поддержки Кэтлин Эдвардс, а её второй одноимённый альбом был выпущен 2 октября 2012 года на лейбле Dine Alone Records. В июне 2013 года альбом был номинирован на премию Polaris Music Prize 2013 года. Альбом получил премию «Поп-запись года» на церемонии вручения наград Western Canadian Music Awards в 2013 году.
Она была номинирована на «Автор песен года» и «Альтернативный альбом года» на церемонии Juno Awards 2013 и сыграла свой сингл «Robotic» на церемонии награждения. Зимой 2014 года Джорджас гастролировал на разогреве у City and Color по Европе и Великобритании. Летом 2014 года Джорджас гастролировала на разогреве у Сары Барейлес.
Её песня «Millions» была показана в заключительных титрах третьего сезона для девочек, 6 серия, 9 февраля 2014 года.
Её новый альбом For Evelyn, названный в честь её бабушки, вышел 24 июня 2016 года. Первый сингл «Don’t Go» был выпущен 29 апреля 2016 года.
Осенью 2016 года гастролировала с альбомом For Evelyn по Северной Америке, Европе и Великобритании.
8 марта 2019 года, к Международному женскому дню, Джорджас выпустила цифровой EP Imprints — сборник обложек женщин, которые, по её мнению, оказали на неё влияние. Вместе с ней на EP появятся Джесс Вулф и Холли Лессиг из бруклинской инди-поп-группы Lucius, Тамара Линдеман из канадской фолк-группы The Weather Station, певица Эмили Кинг и Монтень

## Дискография
- The Beat Stuff (EP, 2009)
- This Is Good (2010)
- Hannah Georgas (2012)
- For Evelyn (2016)
- Imprints (2019 — Digital Only)
- All That Emotion (2020)